# Перший день
«Перший день» (фр. La premier jour) — роман французького письменника Марка Леві, видана у Франції 2009 року, в Україні — 
видавництвом «Макахон-Україна» [Архівовано 16 березня 2022 у Wayback Machine.] 2011 року.

## Сюжет
Адріан — астрофізик, Кейра — археолог. Він спостерігає за зірками, вона копає землю, проте є в них одна ціль: вони мріють дізнатися більше про Землю та Всесвіт. Для розгадки світу їм доведеться добиратися, тікаючи від поганих хлопців зависливою доріжкою. Таємничий амулет, знайдений в кратері погаслого вулкану Атакама в Африці стає для них початком довгої подорожі.

## Жанр
1. роман
2. детектив
3. пригоди

## Продовження
«Перша ніч»— друга частина та продовження роману «Перший день»
«Перша ніч» [Архівовано 25 травня 2014 у Wayback Machine.]